# Tano Bato (Padangsidimpuan Utara)
Tano Bato is een bestuurslaag in het regentschap Padang Sidempuan van de provincie Noord-Sumatra, Indonesië. Tano Bato telt 4203 inwoners (volkstelling 2010).